# Lacustrelix yerelinana
Lacustrelix yerelinana é uma espécie de gastrópode  da família Camaenidae.
É endémica da Austrália.